# Sorex fumeus
Sorex fumeus là một loài động vật có vú trong họ Chuột chù, bộ Soricomorpha. Loài này được G. M. Miller mô tả năm 1895.